# 津村真琴
津村真琴（日语：／ Tsumura Makoto，1965年7月22日—），日本女性配音員。出身於北海道。身高157cm。O型血。

## 來歷
現屬青二Production（2018年12月從Aksent轉移）。江崎Production附屬養成所出身（1991年），原屬Mausu Promotion（1993年～2007年，2000年從江崎Production改名）→自由身（2007年～2008年9月）→D-COLOR（2008年10月～2013年9月）、Aksent（2013年10月～2018年11月）
從2003年電視動畫《原子小金剛 (2003年版)》開始，接替清水鞠長年在同名作品聲演的主角原子小金剛等包含衍生周邊而為人熟知。
2005年4月起接替降板的野村道子在長壽動畫《海螺小姐》飾演長達29年主角河豚田海螺的妹妹磯野裙帶菜（包含同名作品的配角）。

## 演出
粗體字表示主要角色。

### 電視動畫
1995年
- 鬼神童子ZENKI（天野）
- 空想科學世界（青年時期的）
- NINKU -忍空-（小孩）

1996年
- 鋼鐵神兵（小孩A）

1997年
- EAT-MAN（日语：EAT-MAN）（米莉）
- 秀逗魔導士TRY（馬爾可）
- 超魔神英雄傳（フーミン）
- 貓狐警探（日语：はいぱーぽりす）（女性）
- 熱鬥小馬（ドナテロス）
- YAT安心！宇宙旅行（日语：YAT安心!宇宙旅行）（母親）

1998年
- 動畫版 男人真命苦 ～寅次郎勿忘我～（進一）
- 秀逗博士（玄田源、男學生）
- 南海奇皇（日语：南海奇皇）（祁答院貴子）

1999年
- Arc The Lad II（日语：アークザラッドII）（男孩子A）
- 週刊故事樂園（日语：週刊ストーリーランド）「103遍SOS」（男孩子）
- 禦園地！月光假面（桃子[6]、現場女子實況、少年A）

2000年
- 學校怪談（柿之木雷歐[7]）
- Ghiblies（小螢、美記）
- 幻想魔傳 最遊記（葉）
- 網路安琪兒（小i）
- 真·女神轉生 惡魔之子（ 等）
- 麵包超人（〈初代〉）
- 哈姆太郎（ゼブラさん）
- 科學小飛喵（哈利）
- 無力君（日语：へろへろくん）

2001年
- 足球小將翼 (2001年版)（利華爾的兒子、反町一樹、佐野滿）
- 彗星公主（羽仁神也、森脇滿）
- 通靈王 (2001年版)（艾裡[8]）
- 數碼寶貝03馴獸師之王（松田啓人）
- 棋魂（筒井公宏）

2002年
- 我們這一家（岩木〈幼少時期〉、表親）
- 禁獵魔女（千繪）
- 浮游泉大冒險（威廉·法尼·巴克斯頓〈少年〉[9]）
- Fortune Dogs（日语：ふぉうちゅんドッグす）（湯姆）
- 神奇寶貝（翼、布魯斯·張）
- 神奇寶貝超世代（土狼犬、露力麗、水躍魚 等）
- 神奇寶貝 Side Story（サブロウ、布魯斯·張）

2003年
- 原子小金剛 (2003年版)（原子小金剛／天馬飛雄[10]）
- （健太）
- 週刊神奇寶貝放送局（尼克）
- 怪醫黑傑克2小時特別篇 ～4個生命奇蹟～（U-18）
- 鼻毛真拳（兄）
- （小野寺良太）

2004年
- 北方戀曲 ～Diamond Dust Drops～（永澤晴人）
- KURAU Phantom Memory（日语：KURAU Phantom Memory）（泰德）
- 哆啦A夢 (大山羨代版)（小孩A）
- 鋼之鍊金術師（傑利姆·布拉德雷）
- 完美超人Joe（小小藍隊長）
- BLEACH（柴田雄一）
- 冒險王比特（納克）
- 棉花糖樂園（チョコ）
- 星球流浪記（貝爾〈幼少時期〉）
- 妄想代理人（牛山尚吾）

2005年
- 韋駄天翔（卷驅[11]）
- 神樣中學生（一橋章吉）
- 甲蟲王者 森林居民的傳說（グリ）
- 海螺小姐（2005年－，磯野裙帶菜（日语：サザエさんの登場人物#磯野ワカメ）〈第3代〉、櫻井麻美）
- 火影忍者（君麻呂〈少年時期〉）
- 天堂之吻（早坂卓）
- 怪醫黑傑克（雪男）

2006年
- 犬神！（留吉）
- CLUSTER EDGE（少年）
- 飛天小女警Z（橡皮怪）
- 神奇寶貝鑽石&珍珠（彩子 等）
- 怪醫美女RAY THE ANIMATION（康一少年）

2007年
- 結界師（康太）
- 可愛小水滴（日语：ぷるるんっ!しずくちゃん）（蜜之小路蜜彥／）

2008年
- 鬼太郎 (第5作)（夏樹）
- xxxHOLiC◆繼（小鳥蛋的聲音）

2009年
- 銀魂（本鄉尚）
- 卡片鬥士翔（雙葉最／強）

2010年
- Heartcatch 光之美少女！（酒井義人）

2011年
- 神奇寶貝鑽石&珍珠 特別篇（彩子）

2012年
- GON -小恐龍阿貢-（帕歐）
- 數碼寶貝合體戰爭 穿越時空的少年獵人們（松田啓人）
- 火影忍者疾風傳（雷歐）
- 魯邦三世 -名為峰不二子的女人-（葛瑞絲[12]）

2013年
- 蟲奉行

2014年
- 神奇寶貝XY（迪斯拉）

2015年
- 見習神仙 秘密的心靈（胖之介）
- 牙狼〈GARO〉-紅蓮之月-（兵衛[13]）

2016年
- 潮與虎（中村麻子的母親〈中村麻紗子〉）

2021年
- 寶可夢 旅途（彩子）

2022年
- 數碼寶貝幽靈遊戲（小猴獸）

### 電影動畫
1997年
- 超人力霸王貓 從星空降臨的不可思議貓（日语：ウルトラニャン）（翔）
- （多吉）
- THE DOG OF FLANDERS 法蘭德斯之犬（尼洛·達斯）

1999年
- 生之喜悅（日语：ハッピーバースデー 命かがやく瞬間#アニメ映画）（悟）

2001年
- 數碼寶貝03馴獸師之王：冒險者的戰鬥（松田啓人）

2002年
- （佳代[14]）
- 數碼寶貝03馴獸師之王：暴走數碼寶貝特急（松田啓人）
- （瀧口茂〈少年時期〉[15]）

2003年
- 神奇寶貝的跳舞秘密基地（咕妞妞）
- 我的孫悟空（龍子）

2005年
- （愛子）
- 劇場版 TSUBASA翼：鳥籠國的公主（コルリ）

### OVA
1994年
- 非常偶像Key

1995年
- Idol Project（日语：アイドルプロジェクト）（勁敵）

1997年
- AIKa（ブラック）
- 櫻花大戰 櫻華絢爛（男孩子）
- 變（日语：変 (漫画)）（惡童A）

2004年
- 小魔女DoReMi 童年秘密篇[[[Wikipedia:格式手册/链接#章節|錨點失效]]]（宮本正張）

2011年
- 超自然檔案：THE ANIMATION（山姆〈少年時期〉）

### 網路動畫
- 海岸物語（日语：あじむ 〜海岸物語〜）（2001年）

### 遊戲
1997年
- 魔城戮戰 ～四個封印～（小雪）

1998年
- 東京魔人學園劍風帖（裏密美沙、織部雪乃、織部雛乃、本鄉桃香、芙蓉 等）
- 心動一百（日语：どきどきポヤッチオ）（史提德、西諾菈）

1999年
- 快打旋風III 3rd STRIKE -未來之戰-（誠（日语：まこと (ストリートファイター)））

2001年
- 鬼武者（夢丸）
- Di Gi Charat Fantasy ～仲夏夜之夢～（日语：デ・ジ・キャラット ファンタジー）（凱瑞拉）
- 數碼寶貝03馴獸師之王 Battle Evolution（日语：デジモンテイマーズ バトルエボリューション）（松田啓人）

2002年
- 真·女神轉生 惡魔之子 黑之書·紅之書（日语：真・女神転生 デビルチルドレン 黒の書・赤の書）（覺醒的艾蕾珍）
- 東京魔人學園外法帖（日语：東京魔人學園外法帖）（織部葛乃、雹）
- 棋魂 平安幻想異聞錄（日语：ヒカルの碁 平安幻想異聞録）（筒井公任）
- 拉捷特與克拉克（日语：ラチェット&クランク (ゲーム)）（拉捷特）

2003年
- （拉捷特）

2004年
- 九龍妖魔學園紀（日语：九龍妖魔學園紀）（肥後大藏）
- 櫻花大戰V EPISODE 0 ～荒野的少女武士～（日语：サクラ大戦V EPISODE 0〜荒野のサムライ娘〜）（邱撒娜·塞克勒茲）
- 東京魔人學園外法帖血風錄（日语：東京魔人學園外法帖）（織部葛乃、雹）
- （拉捷特）

2005年
- 我們的家族（日语：ぼくらのかぞく）（少年時期的莫克）
- 拉捷特與克拉克4 極限銀河的超大戰役（日语：ラチェット&クランク4th ギリギリ銀河のギガバトル）（拉捷特）

2006年
- 犬神！ feat.Animation（留吉）

2007年
- 我的暑假3 -北國篇- 我的小小大草原（日语：ぼくのなつやすみ3 -北国篇- 小さなボクの大草原）（山田禮、吉本日向）
- 拉捷特與克拉克5 激戰！巨大銀河之超微軍團（日语：ラチェット&クランク5 激突!ドデカ銀河のミリミリ軍団）（拉捷特）
- 拉捷特與克拉克 FUTURE（日语：ラチェット&クランク FUTURE）（拉捷特）

2008年
- （拉捷特）
- 秘密特攻克拉克（拉捷特）

2009年
- 戀上細菌？（日语：サイキン恋シテル?）（新道林太郎）
- 拉捷特與克拉克 FUTURE2（日语：ラチェット&クランク FUTURE2）（拉捷特）

2010年
- 維新戀華 龍馬外傳（坂本龍馬〈小時候〉）
- 超級快打旋風IV（誠）
- 數碼寶貝合體戰爭 超數碼大戰（日语：デジモンクロスウォーズ　超デジカ大戦）（松田啓人）

2011年
- （拉捷特）
- 拉捷特與克拉克 All for One（拉捷特）

2012年
- 勇氣默示錄：Flying Fairy（水晶的精靈·艾爾莉）

2013年
- PlayStation全明星大亂鬥（拉捷特）
- 勇氣默示錄：For the Sequel（水晶的精靈·艾爾莉）

2014年
- 終極快打旋風IV（誠[16]）

2016年
- Miitopia（鮑威爾）
- 拉捷特與克拉克 THE GAME（日语：ラチェット&クランク THE GAME）（拉捷特）

2017年
- 重力異想世界完結篇（凱伊）

### 外語配音

#### 電影
- 殺戮時刻（英语：A Time to Kill (1996 film)） ※富士電視台版。
- 一天（日语：エンジェル・スノー）
- 遺棄之地（英语：The Abandoned (2006 film)）（Emily）
- 異形2（Rebecca "Newt" Jorden〈Carrie Henn〉）※朝日電視台2004年數位修復版[注 2]。
- 安妮皇室歷險記（英语：Annie: A Royal Adventure!）（Colin Norris〈Sam Stockman〉）
- 阿波羅13號（Jeffrey Lovell〈Miko Hughes〉）※影碟版。
- 地球末日（英语：Asteroid (film)）（Elliot McKee〈Zach Charles〉）※朝日電視台版。
- 火線交錯（Yussef）
- 蝙蝠俠 ※朝日電視台版WOWOW追加錄音部分。
- 牡丹花下（Amelia 'Amy'〈Pamelyn Ferdin〉）※IMAGICA BS（日语：シネフィルWOWOW）版。
- 霹靂炮III（英语：Beverly Hills Cop III） ※朝日電視台版。
- 遠東之旅（英语：Beyond Rangoon）
- 刀鋒戰士（Vanessa〈Sanaa Lathan〉）※影碟版。
- 藍色珊瑚礁（幼年時期的Richard Lestrange）
- 梅爾吉勃遜之英雄本色（少年時期的William Wallace〈James Robinson〉）※朝日電視台版。
- 鬼馬小精靈（英语：Casper (film)） ※VHS版。
- 燃眉追擊（修恩）※影碟版。
- 超時空接觸 ※影碟版。
- 警察帝國 ※影碟版。
- 異次元殺陣（Joan Leaven〈Nicole de Boer〉）
- 天崩地裂（英语：Dante's Peak）（Graham Wando〈Jeremy Foley〉）※電視播出版。
- 震憾大陰謀（英语：Dead Bang） ※東京電視台版。
- 遜咖冒險王（英语：Diary of a Wimpy Kid (film)）（Chirag Gupta〈Karan Brar〉）※DVD版。
- 遜咖冒險王2（英语：Diary of a Wimpy Kid: Rodrick Rules (film)）（Chirag Gupta〈Karan Brar〉）※STAR CHANNEL（日语：スター・チャンネル）版。
- 怪醫杜立德（5歲的John Dolittle）
- 捕夢網
- 重裝戰警（英语：Extreme Justice (film)） ※富士電視台版。
- 奪面雙雄（Jamie Archer〈多明妮克·史旺〉）※影碟版。
- 防火牆（英语：Firewall (film)）（Andy Stanfield〈Jimmy Bennett〉）※影碟版。
- 烈火戰將（英语：Fire Down Below (1997 film)）（Walter Carr〈Clay Jeter〉）※VHS、DVD版。
- 阿甘正傳（霸凌的小孩）※VHS、DVD、BD版。
- 黑洞頻率（6歲的Johnny Sullivan）※日本電視台版。
- 全民超人（Aaron Embrey）
- 超級大間諜（英语：Harriet the Spy (film)）（西蒙·羅奎〈格雷戈里·史密斯〉）※VHS版。
- 超魔界戰警（英语：Hellbound (film)） ※東京電視台版。
- 月光光心慌慌6：黑色驚魂夜（英语：Halloween: The Curse of Michael Myers）（丹尼·斯特羅德〈德文·加德納〉）
- 狗狗旅館（英语：Hotel for Dogs (film)）（布魯斯〈傑克·奧斯汀〉）
- 大白鯊 (1975年電影) ※東京電視台版。
- 夢遊非洲（英语：I Dreamed of Africa）（幼少時期的Emanuele）
- 魔宮傳奇 ※朝日電視台版。
- 紐澤西愛未眠（英语：Jersey Girl (2004 film)） ※DVD版。
- 迫在眉梢（Michael "Mike" Archibald）※日本電視台版。
- 國王與我 ※東京電視台版。
- 追風箏的孩子（少年時期的Amir）
- 末日預言（Abby Wayland／Young Lucinda〈Lara Robinson〉）
- 致命武器4 ※影碟版。
- 喬丹傳人（英语：Like Mike）（卡爾文·坎布里奇〈鮑沃〉）
- 小祕密（英语：Little Secrets (2001 film)）（菲利普·萊諾克斯〈邁克·安格拉諾〉）
- 奪命總動員（凱特琳·凱恩〈伊芳·齊瑪〉）※富士電視台版。
- 月球特遣隊（日语：アストロ・コップ/地球クライシス2050）（蘭迪〈莫萊莫·馬羅哈尼（英语：Molemo Maarohanye）〉）※VHS版。
- 小魔女（英语：Matilda (1996 film)）
- 秘密客（瑞奇〈詹姆斯·哥斯達〉）※影碟版。
- 小鬼初戀 ※影碟版。
- 魔法褓母麥克菲2（英语：Nanny McPhee and the Big Bang）（梅格西·格林〈莉兒·伍茲（英语：Lil Woods）〉）
- 大魔域（英语：The NeverEnding Story (film)）（巴斯蒂安·布克斯〈馬克·蘭道爾（英语：Mark Rendall）〉）
- 孤雛淚 ※東京電視台版。
- 睜開你的雙眼（蘇菲亞〈佩內洛普·克魯茲〉）
- 絕對機密（英语：The Pelican Brief (film)）（愛麗絲·史塔克〈辛西雅·尼克森〉）※DVD版。
- 畢業生行不行（Hunter Malby〈Bobby Coleman〉）
- 超異能快感（英语：Practical Magic）（安東尼婭·歐文斯〈亞歷山德拉·阿特里普〉）
- 終極戰士2 ※朝日電視台版。
- 紅色小提琴（英语：The Red Violin）（Kaspar Weiss〈Christoph Koncz〉）※DVD版。
- 休旅任務（英语：RV (film)）（Moon Gornicke）
- 第六感（Bobby）
- 西雅圖夜未眠（Jonah Baldwin〈Ross Malinger〉）※富士電視台版。
- 尋覓者（英语：The Seeker (film)）（Gwen Stanton〈Emma Lockhart〉）
- 晶兵總動員（Timmy Fimple〈Jacob Smith〉）※VHS版。
- 第二滴血（英语：Son of Rambow）（Will Proudfoot）
- 真情快譯通（英语：Spanglish (film)）（George "Georgie" Clasky）
- 三個願望（英语：Three Wishes (film)） ※VHS版。
- 時空特警 ※朝日電視台版。
- 兩毛五（英语：Two Bits）（珍納羅〈傑里·巴羅內〉）※影碟版。
- 出軌（英语：Unfaithful (2002 film)）（查理·薩姆納〈埃瑞克·佩·蘇利文〉）※朝日電視台版。
- 第三入侵者（英语：Unlawful Entry (film)） ※朝日電視台版。
- 樂透天（英语：Waking Ned）（沃金·奈德）
- X戰警：最後戰役（吉米）※朝日電視台版。

#### 電視影集
- 我的那些狗日子（英语：100 Deeds for Eddie McDowd）（Justin Taylor）
- 神探可倫坡 (第10季)（Nancy Duran巡査）
- 犯罪心理（第5季：JD、第6季：Robert Brooks）
- 伊甸園之東（少年時期的李東哲）
- 急診室的春天（艾力克斯）
- 怪物遊戲（英语：Goosebumps (TV series)）（庫珀）
- 偽裝者（年輕時的Jarod Russell〈瑞恩·莫里曼〉）
- 說不完的故事 (2001年電視影集)（英语：Tales from the Neverending Story）（Bastian Balthazar Bux〈Mark Rendall〉）
- 失蹤現場（肖恩、佩特羅斯）

#### 動畫
- 丁丁歷險記：七種水晶球與太陽神殿（日语：タンタンの長編アニメーション映画）（Solino）
- （Chiro）
- 親親麻吉（Mac〈Sean Marquette〉）
- 小蜜蜂（英语：The Hive (TV show)）（Buzzbee）
- 大力士（英语：Hercules (1998 TV series)）（小孩）
- 神氣無尾熊（奈德）
- Ned's Newt（英语：Ned's Newt）
- 水獺小寶貝（花生獺）
- 拉捷特與克拉克 The Movie（拉捷特（英语：Ratchet (Ratchet & Clank)）[17]）
- 西部警長凱莉（多比）
- 忍者小淘氣（英语：Shuriken School）（吉米〈金伯利·布魯克斯（英语：Kimberly Brooks）〉）
- The Tale of Jack Frost（傑克）
- 湯姆貓與傑利鼠（Tudors）
- 菲力貓 (1997年版)（Poindexter）
- 冬季戀歌（孔辰淑）

### CD
- 天才寶貝（後藤浩子〈第2代〉）
- 安琪莉可外傳2 緋之輪郭（小時候的克拉維斯）
- 刻之大地（日语：刻の大地） vol.2 夢之館 幻之丘（莎塔吉）
- 數碼寶貝03馴獸師之王 最佳馴獸師1 松田啓人&基爾獸
- 九龍妖魔學園紀（日语：九龍妖魔學園紀） Vol.1（肥後太藏）
- （席翁）

### 廣播劇
- 麻煩巧克力（日语：トラブルチョコレート）

### 電視節目
- （的聲音）

## 腳註

## 外部連結
- 青二Production公式官網的聲優簡介 （页面存档备份，存于） （日語）
- Aksent所屬期間的聲優簡介 （页面存档备份，存于） （日語）